# Globe d'or de la révélation féminine
 (juillet 2018).
Pour un article plus général, voir Globe d'or.
Le Globe d'or de la révélation féminine (Globo d'oro alla miglior attrice rivelazione) est une récompense cinématographique italienne décernée chaque année, depuis 1961, par l'Associazione stampa estera in Italia (it), à l'actrice révélation féminine de l'année.

## Globe d'or de la révélation féminine
| Année | Actrice                   | Film                                                                       |
| ----- | ------------------------- | -------------------------------------------------------------------------- |
| 1961  | Monica Vitti              | L'avventura                                                                |
| 1962  | non décerné               |                                                                            |
| 1963  | non décerné               |                                                                            |
| 1964  | non décerné               |                                                                            |
| 1965  | non décerné               |                                                                            |
| 1966  | non décerné               |                                                                            |
| 1967  | non décerné               |                                                                            |
| 1968  | Graziella Granata         | Escalation                                                                 |
| 1969  | Isabella Rei              | La bambolona                                                               |
| 1970  | Ottavia Piccolo           | Metello                                                                    |
| 1971  | Francesca Romana Coluzzi  | Venga a prendere il caffè da noi                                           |
| 1972  | non décerné               |                                                                            |
| 1973  | Mariangela Melato         | Mimi métallo blessé dans son honneur (Mimì metallurgico ferito nell'onore) |
| 1974  | Laura Antonelli           | Malicia (Malizia)                                                          |
| 1975  | Agostina Belli            | Parfum de femme (Profumo di donna)                                         |
| 1976  | Olimpia Carlisi           | Irène, Irène (Irene, Irene)                                                |
| 1977  | non décerné               |                                                                            |
| 1978  | Rena Niehaus              | Oedipus orca                                                               |
| 1979  | non décerné               |                                                                            |
| 1980  | non décerné               |                                                                            |
| 1981  | Valeria D'Obici           | Passion d’amour (Passione d'amore)                                         |
| 1982  | Patrizia De Clara (it)    | Duetto                                                                     |
| 1983  | non décerné               |                                                                            |
| 1984  | Michela Mioni             | Amore tossico                                                              |
| 1985  | Elena Sofia Ricci         | Impiegati                                                                  |
| 1986  | Valeria Golino            | Figlio mio infinitamente caro et Piccoli fuochi                            |
| 1987  | Margherita Buy            | La seconda notte                                                           |
| 1988  | Giulia Boschi             | Nuit italienne (Notte italiana) et Da grande                               |
| 1989  | non décerné               |                                                                            |
| 1990  | non décerné               |                                                                            |
| 1991  | non décerné               |                                                                            |
| 1992  | non décerné               |                                                                            |
| 1993  | non décerné               |                                                                            |
| 1994  | non décerné               |                                                                            |
| 1995  | non décerné               |                                                                            |
| 1996  | non décerné               |                                                                            |
| 1997  | non décerné               |                                                                            |
| 1998  | Giovanna Mezzogiorno      | Il viaggio della sposa                                                     |
| 1999  | Maya Sansa                | La Nourrice (La balia)                                                     |
| 2000  | Licia Maglietta           | Pain, Tulipes et Comédie (Pane e tulipani)                                 |
| 2001  | Stefania Rocca            | Rosa e Cornelia                                                            |
| 2002  | Rosalinda Celentano       | L'Amour probablement (L'Amore probabilmente) et Paz!                       |
| 2003  | Elisabetta Rocchetti      | L'Étrange Monsieur Peppino (L'imbalsamatore)                               |
| 2004  | Michela Cescon            | Primo amore                                                                |
| 2005  | Olivia Magnani            | Les Conséquences de l'amour (Le conseguenze dell'amore)                    |
| 2006  | Donatella Finocchiaro     | Le Metteur en scène de mariages (Il regista di matrimoni)                  |
| 2007  | Ambra Angiolini           | Saturno contro                                                             |
| 2008  | Antonia Liskova (ex æquo) | Riparo                                                                     |
| 2008  | Kasia Smutniak (ex æquo)  | Nelle tue mani                                                             |
| 2009  | Alba Rohrwacher           | Il papà di Giovanna                                                        |
| 2010  | Nicole Grimaudo           | Le Premier qui l'a dit (Mine vaganti)                                      |
| 2011  | Viktorija Larčenko (it)   | La bella gente                                                             |
| 2012  | non décerné               |                                                                            |
| 2013  | non décerné               |                                                                            |
| 2014  | non décerné               |                                                                            |
| 2015  | non décerné               |                                                                            |
| 2016  | non décerné               |                                                                            |
| 2017  | non décerné               |                                                                            |
| 2018  | non décerné               |                                                                            |

## Sources
- (it) Cet article est partiellement ou en totalité issu de l’article de Wikipédia en italien intitulé « Globo d'oro alla miglior attrice rivelazione » (voir la liste des auteurs).